# هشام القروي
هشام القروي كاتب صحفي، ولد في 19 نوفمبر، تشرين الثاني سنة 1955 بتونس. وعمل طويلا في الاعلام كمعلق ومحلل سياسي، هاجر إلى فرنسا حيث يقيم منذ سنة 1998، تحصّل على الدكتوراه في علم الاجتماع من جامعة السوربون، باريس 3.

## مساهماته
نشر القروي على امتداد حياته المهنية العديد من المقالات والابحاث في كل المجالات المختصة بالعالم العربي والإسلامي وعلاقاته مع الغرب والولايات المتحدة. ظهرت مساهماته مبكرا في الصحف والمجلات العربية. بدأ حياته المهنية اديبا وناقدا ثقافيا، قبل أن يتحول إلى السياسة والعلوم الاجتماعية. نشر في مجلات مثل: مواقف (بيروت)، الحياة الثقافية، الفكر (تونس)، آفاق عربية (العراق)، الوحدة (المغرب)، دراسات دولية (تونس)، لوموند ديبلوماتيك (فرنسا)، «اوتر-تير» المجلة الفرنسية للجيوبوليتيك (فرنسا)، ميدل ايست انتليجنس بولتين (الولايات المتحدة)، فضلا عن العديد من الصحف والمواقع الاعلامية باللغات الثلاث: عربية وفرنسية وإنجليزية. وهو عضو ناشط في شبكة أبحاث العلوم الاجتماعية (الولايات المتحدة)، ومسؤول تنفيذي في «شبكة الأمن العالمي»، ومؤسس ورئيس تحرير مجلة «دراسات الشرق الأوسط» للطلبة والباحثين الإلكترونية.
ويشغل الدكتور هشام القروي الآن منصب باحث في المركز العربي للابحاث ودراسة السياسات، الذي يعرف أيضاً ب ((معهد الدوحة))

## صفته الأكاديمية
تلقى هشام القروي شهادة الدكتوراة في علم الاجتماع من جامعة الصوربون، باريس 3 سنة 2009، عن رسالة بعنوان: سياسة الإدارة الجمهورية للرئيس بوش في الشرق الأوسط، من خلال مفاهيم وشبكات رجال السياسة ورجال الأعمال والعسكريين. وأشرف على الرسالة الدكتور برهان غليون، مدير مركز دراسات الشرق المعاصر في الصوربون. وقد تألفت اللجنة من كل من: السيدة نيلوفير غول، أستاذة علم الاجتماع ومديرة أبحاث في معهد الدراسات العليا للعلوم الاجتماعية بباريس، بصفتها رئيسة، وجون بول شانيولو عميد كلية حقوق جامعة بونتواز، وبرنار رافنيل، خبير بالتاريخ ورئيس جمعية فرنسا-فلسطين، وارنو تاوش، أستاذ العلوم السياسية بجامعة اينسبروك بالنمسا.

## مجالات أبحاثه
تخصص القروي يشمل: علم اجتماع النخب والعلاقات الدولية. شرق/غرب. مشكلات المعرفة، وإدراك الواقع والتمثل الذهني. إعادة إنتاج النخب وشبكاتها في الولايات المتحدة والشرق الأوسط (العالم العربي-الإسلامي). دراسة شبكات السياسييين ورجال الأعمال والعسكريين، على المستويين المحلي والدولي. الايديولوجيات والاطارات المرجعية والمفاهيم والقيم المقارنة. العلاقات التبادلية بين الأقليات العربية والمسلمة في الغرب ومحيطها المباشر وغير المباشر (العالم الإسلامي).

## مؤلفاته
صدرت لهشام القروي عدة كتب، تأليفا أو ترجمة منذ سنة 1981.
من مؤلفاته الأخيرة، يذكر:
- ما بعد صدام في العراق، عن دار لارماتان في باريس 2005, بالفرنسية.
- المملكة السعودية إلى أين؟ دار لارماتان، باريس 2006، بالفرنسية.

ويصدر له في سنة 2009 باللغة الإنجليزية وفي جزأين كتاب:
- الشرق الأوسط كمأزق أمريكي، عن دار أنثيم بريس، لندن. الجزء الأول: المفاهيم والنخب. الجزء الثاني: الشبكات.

ومن بين كتبه الأقدم، يذكر:
- التوازن الدولي من الحرب الباردة إلى الانفراج، الدار العربية للكتاب، 1985.
- النسر والحدود: مقدمات في نقد الواقع السياسي العربي. دار النورس 1989.